# Table d'ondes

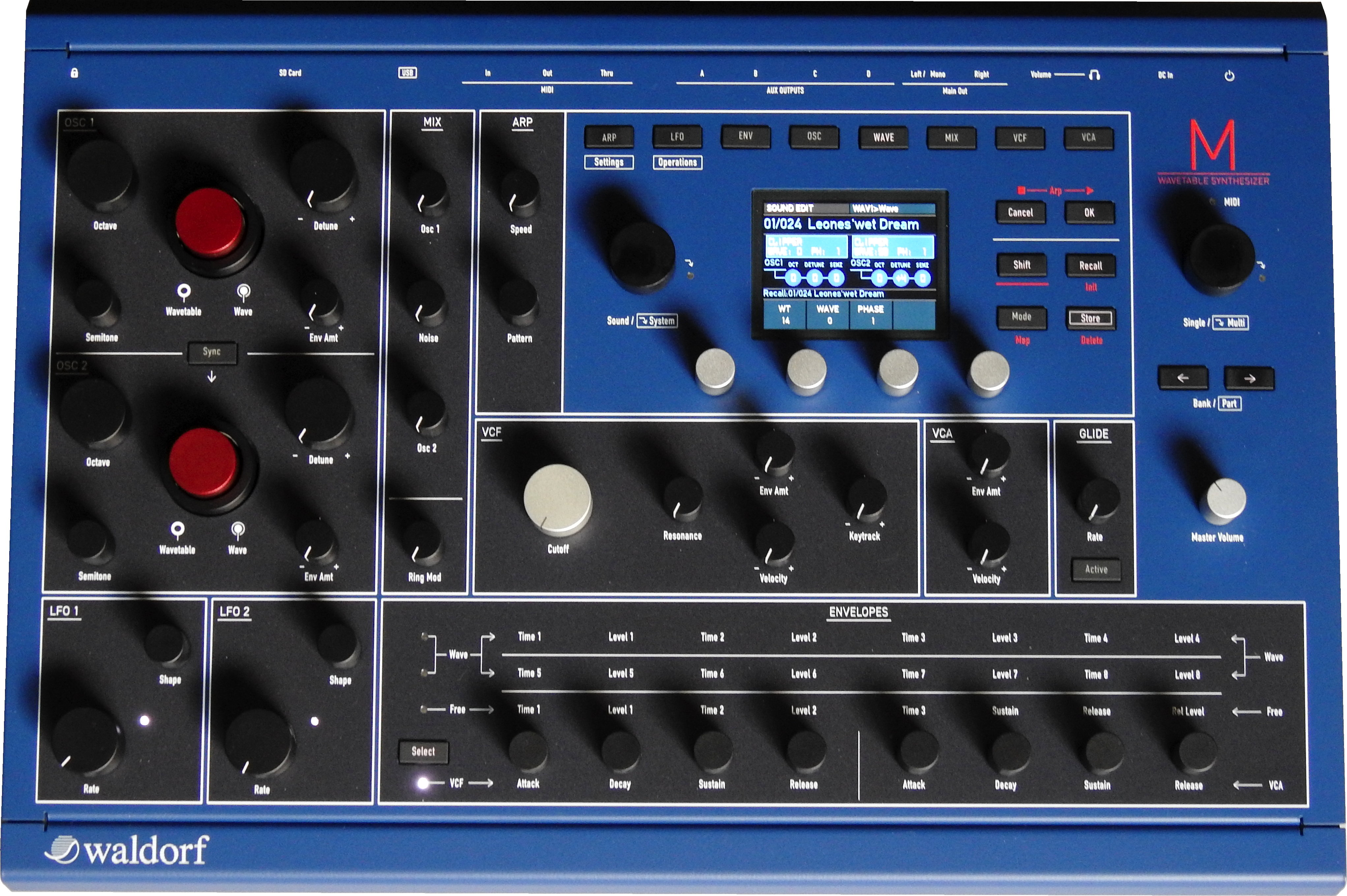
Table d'ondes.

Une technique de synthèse à tables d'ondes (wavetable synthesis) est une technique de synthèse sonore utilisant une séquence circulaire d'échantillons PCM préenregistrés, représentant une ou plusieurs formes d'ondes de la taille de la longueur d'onde pour une fréquence fondamentale donnée, une forme d'interpolation pouvant être utilisée entre différentes formes d'ondes le cas échéant.
Ce terme, à l'emploi très large, peut désigner des algorithmes de synthèse sophistiqués de type ADSR avec de l'interpolation et d'autres types de modulations, jusqu'à des systèmes moins sophistiqués de type rompler, du moment que des formes d'ondes préenregistrées sont présentes.

## Application
Ce principe a été utilisé par exemple en musique électronique au sein de synthétiseurs, comme le PPG Wave à partir de 1981, et Ensoniq VFX en 1988 notamment.
En micro-informatique, le processeur Paula des Amiga, a été le premier à les gérer, en 1985, suivi des cartes son, Gravis Ultrasound, pour compatibles IBM PC, en 1992. Ce principe connut dès la fin des années 1980 un grand succès auprès des musiciens de la Scène demo, avec l'apparition des Trackers, dont le premier est probablement Ultimate Soundtracker (1987) pour Amiga, et créant par là même le format de fichier MOD.
Serum (xferrecords), Massive (Native Instruments), Pigments (Arturia) ou encore Wavetable (présent uniquement dans Ableton Live 10) sont des synthétiseurs à table d'onde. Serum et Wavetable sont différents des autres : ils permettent à l'utilisateur d'importer ses propres fichiers audio en les utilisant comme oscillateurs.
Elle revient (depuis les années 2010) au devant de la scène avec un engouement énorme du fait des capacités sonores de ce type de synthèse. 